# Miasto Sisak
Miasto Sisak (chorw. Grad Sisak) – jednostka administracyjna w Chorwacji, w żupanii sisacko-moslawińskiej. W 2011 roku liczyła 47 768 mieszkańców.